# Odjazdowa Layne
Odjazdowa Layne (ang. Fast Layne, 2019) – amerykański miniserial komediowy wytwórni Disney Channel Original Series stworzony przez Travisa Brauna. Jego amerykańska premiera odbyła się 15 lutego 2019 na kanale Disney Channel, zaraz po premierze filmu Kim Kolwiek. Polska premiera serialu odbyła się 20 maja 2019 na antenie Disney Channel.

## Fabuła
Serial opisuje perypetie dwunastoletniej Layne Reed, u której mieszka jej ciocia pod nieobecność zajętych rodziców i która odkrywa wraz z przyjaciółką Zorą inteligentny samochód zwany VIN, który jest ścigany przez ludzi pracujących dla doktor Jessiki Kwon i Clinta Rigginsa, i która staje się operatorką samochodu, gdy łączy swoje DNA z VIN-em.

## Obsada

### Główna
- Sophie Pollono jako Layne Reed
- Sofia Rosinsky jako Zora Morris
- Brandon Rossel jako Cody Castillo
- Winslow Fegley jako Mel

### Drugoplanowa
- Nate Torrence jako VIN (głos)
- Diana Bang jako Jessica Kwon
- Enid-Raye Adams jako Cheryl
- David Milchard jako Rob
- Michael Adamthwaite jako Clint Riggins
- Caitlin Howden jako ciocia Betty
- Reese Alexander jako dyrektor Mugbee
- Ty Consiglio jako Jasper Marr

## Wersja polska
Wersja polska: SDI Media Polska

## Odcinki
| Nr | Tytuł                         | Reżyseria           | Scenariusz                      | Premiera       | Premiera w Polsce | Kod |
| -- | ----------------------------- | ------------------- | ------------------------------- | -------------- | ----------------- | --- |
| 1  | Mile 1: The Voice in the Shed | Hasraf "Haz" Dulull | Travis Braun                    | 15 lutego 2019 | 20 maja 2019      | 101 |
| 2  | Mile 2: Paid to Drive         | Hasraf "Haz" Dulull | Tom Burkhard                    | 17 lutego 2019 | 21 maja 2019      | 102 |
| 3  | Mile 3: VIN Goes Wild         | Joe Menendez        | Matt Dearborn                   | 24 lutego 2019 | 22 maja 2019      | 103 |
| 4  | Mile 4: Changing Laynes       | Joe Menendez        | Alex Ankeles i Morgan Jurgenson | 3 marca 2019   | 23 maja 2019      | 104 |
| 5  | Mile 5: Road Trip             | Rachel Leiterman    | Travis Braun                    | 10 marca 2019  | 27 maja 2019      | 105 |
| 6  | Mile 6: Code Orange           | Rachel Leiterman    | Laurie Parres                   | 17 marca 2019  | 28 maja 2019      | 106 |
| 7  | Mile 7: On the Run            | Hasraf "Haz" Dulull | Molly Haldman i Camilla Rubis   | 24 marca 2019  | 29 maja 2019      | 107 |
| 8  | Mile 8: Helicopter Parents    | Hasraf "Haz" Dulull | Matt Dearborn i Tom Burkhard    | 31 marca 2019  | 30 maja 2019      | 108 |